# Pseudomelatomidae
Pseudomelatomidae é uma família de gastrópodes da ordem Hypsogastropoda.

## Subdivisões
- Gênero Austrocarina
- Gênero Hormospira
- Gênero Pseudomelatoma
- Gênero Tiariturris